# Hưng Lĩnh
Hưng Lĩnh là một xã thuộc huyện Hưng Nguyên, tỉnh Nghệ An, Việt Nam.
Xã Hưng Lĩnh có diện tích 6,20 km², dân số năm 1999 là 7.131 người, mật độ dân số đạt 1.150 người/km².